# زيدان سيرتدمير
زيدان سيرتدمير (مواليد 4 فبراير 2005) هو لاعب كرة قدم دنماركي يلعب في مركز خط الوسط في نادي باير 04 ليفركوزن.

## روابط خارجية
- زيدان سيرتدمير على موقع الاتحاد الأوربي (الإنجليزية)
- زيدان سيرتدمير على موقع قاعدة بيانات كرة القدم.إي يو (الإنجليزية)
- زيدان سيرتدمير على موقع Soccerbase.com (لاعب) (الإنجليزية)
- زيدان سيرتدمير على موقع Soccerway.com (الإنجليزية)
- زيدان سيرتدمير على موقع عالم كرة القدم.نت (الإنجليزية)